# Kan
Kan o jan (del mongol moderno Хан, xa'an, antiguo túrquico kaɣan) es en origen un título turco-mongol que significa 'máximo gobernante'. Con frecuencia se lo encuentra transcrito como khan  (transcripción inglesa o francesa, ya que estas lenguas no poseen el sonido /x/). En turco moderno se escribe han.
También en los siguientes idiomas: ( /kɑːn/) es un pueblo histórico Mongólicos y Túrquicos título originario de las tribus nómadas de la Estepa euroasiática central y oriental para referirse al rey. Aparece primero entre los Rouran y luego los Göktürks como una variante de khagan (soberano, emperador) e implicaba un gobernante subordinado. En el Imperio Seljük, era el título nobiliario más elevado, por encima de malik (rey) y emir (príncipe). En el Imperio mongol significaba el gobernante de una horda (ulus), mientras que el gobernante de todos los mongoles era el khagan o gran kan. Posteriormente, el título perdió importancia. Durante la Dinastía safávida y qajar era el título de un general del ejército de alto rango nobiliario que gobernaba una provincia, y en el India mogol era un alto rango nobiliario restringido a los cortesanos. Tras la caída de los mogoles se utilizó promiscuamente y se convirtió en un apellido. Khan y sus formas femeninas aparecen en muchos nombres personales, generalmente sin ninguna relevancia política nobiliaria, aunque sigue siendo también una parte común de los nombres nobiliarios.

## Etimología
El origen del término es controvertido y desconocido, posiblemente un préstamo de la lengua ruanruan.Según Vovin (2007, 2010) el término proviene de qaγan (que significa emperador o gobernante supremo) y posteriormente se tomó prestado y se utilizó en varias lenguas, especialmente en Mongólicas y Túrquicas.
Un origen túrquico y para-mongólico ha sido sugerido por una serie de estudiosos, incluyendo Gustaf John Ramstedt, Shiratori, Denis Sinor y Gerhard Doerfer, y al parecer fue utilizado por primera vez por los Xianbei. 
Según Vovin, la palabra *qa-qan "gran-qan" (*qa- por "grande" o "supremo") no es de origen altaico, sino que está vinculada a Proto-yeniseianas. *qεʔ "grande" o "grandioso". Según Vovin, el origen de qan es más difícil. Dice que el origen de la palabra qan no se encuentra en ninguna proto-lengua reconstruida y fue usada ampliamente por turcos, mongoles, chinos y coreanos con variaciones de kan, qan, han y hwan. Existe una posible relación con las palabras proto-yeniseianas *qij o *qaj que significan "gobernante".
Puede que sea imposible probar el origen último del título, pero Vovin dice: "Así, parece bastante probable que la fuente última tanto de qaγan como de qan pueda remontarse a Xiong-nu y Yeniseian". 
Dybo (2007) sugiere que la raíz etimológica última de Khagan/Khan procede de las lenguas iraníes medias. *hva-kama- 'autogobernante, emperador', siguiendo la opinión de Benveniste 1966. Savelyev y Jeong 2020 señalan que tanto la raíz etimológica de Khagan/Khan como su equivalente femenino Khatun pueden derivar de las lenguas iraníes orientales, concretamente de la "lengua Saka". *hvatuñ', cf. las palabras sogdianas atestiguadas xwt'w 'gobernante' (< *hva-tāvya-) y xwt'yn 'esposa del gobernante' (< *hva-tāvyani)".  iranio medio *hva-kama- 'autogobernante, emperador' (Dybo, Referencia Dybo2007: 119-120). Siguiendo a Benveniste (Referencia Benveniste1966), Dybo (Referencia Dybo2007: 106-107) considera el túrquico *χatun 'esposa de rey' una palabra de origen iranio oriental último, prestada presumiblemente del saka primitivo *hvatuñ, cf. Soghdian. las palabras sogdianas atestiguadas xwt'w 'gobernante' (< *hva-tāvya-) y xwt'yn 'esposa del gobernante' (< *hva-tāvyani).

## Historia
"Khan" se encuentra por primera vez como título en la confederación Xianbei para su jefe entre 283 y 289. Los Rouranes pueden haber sido el primer pueblo que utilizó los títulos khagan y khan para sus emperadores. Sin embargo, el lingüista ruso Alexander Vovin (2007) cree que el término qaγan se originó entre los pueblos Xiongnu, que eran hablantes de Yeniseian (según Vovin), y luego se difundió entre las familias lingüísticas. Posteriormente, los Göktürks adoptaron el título y lo llevaron al resto de Asia. A mediados del siglo VI los iranios conocían a un "Kagan - Rey de los turcos".
Varios pueblos mongoles y túrquicos de Asia Central dieron nueva importancia al título tras el período del Imperio mongol (1206-1368) en el Viejo Mundo y más tarde llevaron el título de "khan" al norte de Asia, donde los lugareños lo adoptaron más tarde. Khagan se traduce como Khan de los Khans. Fue el título del emperador chino emperador Taizong de Tang (Jagán Celestial, reinó de 626 a 649) y los sucesores de Gengis Kan seleccionados para gobernar el Imperio Mongol a partir de 1229. El propio Gengis Khan se denominó qa'an (khagan) sólo a título póstumo. Por ejemplo Möngke Khan (reinó 1251-1259) y Ogedei Khan (reinó 1229-1241) serían "Khagans" pero no Chagatai Khan, que no fue proclamado gobernante del Imperio Mongol por el Kurultai.

## Gobernantes y dinastías del Kanato

### Khans gobernantes
En un principio, los kanes sólo encabezaban entidades tribales relativamente menores, generalmente en la vasta estepa mongola y del norte de China o cerca de ellas, escenario de una procesión casi interminable de pueblos nómadas que se adentraban en la historia de las regiones sedentarias vecinas. Algunos consiguieron establecer principados de cierta importancia durante un tiempo, ya que su poderío militar demostró en repetidas ocasiones ser una seria amenaza para los imperios de Plana Central y Asia Central.
Uno de los primeros ejemplos notables de tales principados en Europa fue el Primer Imperio búlgaro (presumiblemente también Antigua Gran Bulgaria), gobernada por un kan o un kan al menos desde el siglo VII al IX. El título de «kan» no está atestiguado directamente en inscripciones y textos referidos a gobernantes búlgaros - el único título similar encontrado hasta ahora, Kana subigi, se ha hallado únicamente en las inscripciones de tres gobernantes búlgaros consecutivos, a saber, Krum, Omurtag y Malamir (un abuelo, un hijo y un nieto). A partir de los títulos compuestos, no de gobernante, atestiguados entre la clase noble búlgara, como kavkhan (vicekhan), tarkhan y boritarkhan, los eruditos derivan el título de khan o kan para el líder búlgaro primitivo: si había un vicekhan (kavkhan), probablemente había también un khan «completo». Compárese también la interpretación del nombre del antiguo gobernante búlgaro Pagan como Καμπαγάνος. (Kampaganos), probablemente resultado de una mala interpretación de «Kan Pagan», en las llamadas Breviarium del Patriarca Nicéforo. En general, sin embargo, las inscripciones, así como otras fuentes, designan al gobernante supremo de la Bulgaria del Danubio con títulos que existen en la lengua en la que están escritos - archontes, que significa «comandante o magistrado» en griego, y knyaz, que significa «duque» o «príncipe» en eslavo. Entre los kanes búlgaros más conocidos se encontraban: Khan Kubrat, fundador de la Gran Bulgaria; Khan Asparukh, fundador de la Bulgaria danubiana (la actual Bulgaria); Khan Tervel, que derrotó a los invasores árabes en el 718  Sitio de Constantinopla, deteniendo así la invasión árabe en el sureste de Europa; Khan Krum, «el Temible». «Khan» fue el título oficial del gobernante hasta el año 864 d. C., cuando Knyaz Boris (conocido también como Tsar Boris I) adoptó la fe ortodoxia bizantina.

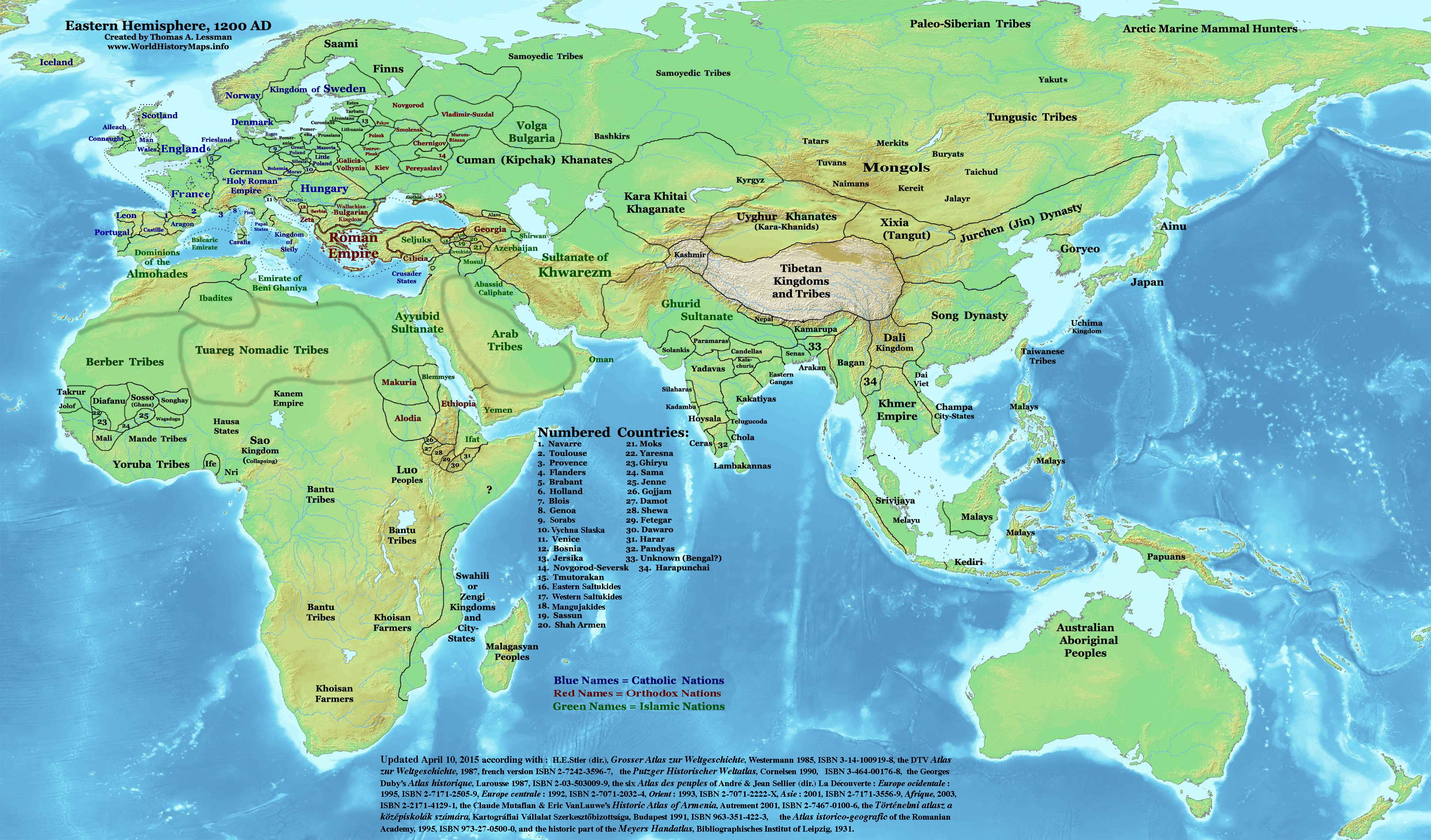
Eurasia en los albores de las invasiones mongolas, c. 1200 AD

El título de Kan alcanzó una prominencia sin precedentes con la creación por parte del mongol Temüjin del Imperio mongol, el mayor imperio contiguo de la historia, que gobernó como Gengis Kan. Antes de 1229 el título se utilizaba para designar a los líderes de tribus importantes, así como de confederaciones tribales (el Imperio Mongol considerado el más grande), y a los gobernantes de países no mongoles. Poco antes de la muerte del Gengis Kan, sus hijos se convirtieron en kanes en diferentes dominios (ulus) y el título aparentemente se volvió inadecuado para el gobernante supremo del imperio, necesitando uno más exaltado. Al estar bajo la influencia cultural uigur, los mongoles adoptaron el título de khagan a partir de Ogodei en 1229.
Los emperadores de la dinastía Ming también utilizaron el término Xan para designar a guerreros y gobernantes valientes. El título Khan se utilizó para designar a los más grandes gobernantes de los Jurchens, que, más tarde, cuando se conocieron como los Manchús, fundaron la dinastía Qing.
Una vez más, habría numerosos kanatos en la estepa de Asia Central y sus alrededores, a menudo más un pueblo que un estado territorial, por ejemplo:
- en el actual Kazajistán, de los kazajos (fundado en 1465; desde 1601 dividido en tres Jüz] o Hordas geográficas, cada una bajo un mirza, bey, o kan subordinado); estuvo brevemente unido por gobernantes como Abu'l-Khair Muhammed y Tauke Muhammed, pero después de 1748 volvió a dividirse en tres kanatos diferentes; fue eliminado por el Imperio ruso en 1847.
- en el actual Kirguistán, el Khanato de Kara-Kirguiz Кыргыз хандыгы fue establecido por Ormon Khan en 1842, derrumbándose tras su muerte en 1854.
- en el actual Uzbekistán, el principal kanato, llamado así por su capital Bujará, fue fundado en 1500 y reestilizado emirato en 1753 (después de tres gobernadores persas desde 1747); el kanato de Ferghana (del valle) se separó de él en 1694 y pasó a llamarse Kanato de Kokand en honor a su capital Kokand desde su fundación en 1732; el kanato de Khwarezm, que data de c. 1500, se convirtió en el Kanato de Jiva en 1804, pero pronto cayó bajo el protectorado ruso; Karakalpakistán tuvo sus propios gobernantes (¿janes?) desde alrededor de 1600.

## Kan como nombre
Un kan controla un kanato (o jagato). Un gran kan equivaldría a emperador. Las personas más famosas que han poseído el título de kan hayan sido Gengis Kan y su nieto Kublai Kan. El primero fundó el Imperio mongol y el segundo la dinastía Yuan en China. El último en utilizar el término fue el Bogd Khan, último emperador de Mongolia.
El título fue probablemente usado por primera vez por los Rouran; también es posible que los Xianbei lo usaran antes. En esa época el título se pronunciaba jaghan. El sonido gh fue debilitándose más tarde para convertirse en jaan en mongol moderno. La Historia Secreta de los Mongoles distingue claramente jaghan de jan: solamente Temüjin y sus descendientes son llamados jaghan ("kan de kanes"), mientras que otros gobernantes eran tratados solo con el título jan.
Es también uno de los numerosos títulos usados por los sultanes otomanos, así como por los jefes de la Horda de Oro y sus descendientes. Entre los turcos selyúcidas era el título usado por los jefes de tribu, clan o nación, y estaba por debajo del rango de atabeg. Lo mismo ocurría entre los manchúes (que lo pronunciaban han). Los gobernantes ávaros y jázaros usaban el título jagan. Los reyes de Silla, un antiguo reino en la actual Corea, usaban el título de Marib Jan o "cabeza de los reyes". Por ejemplo, el rey Naemul era llamado Naemul Marib Jan.
Por último, el Raj (administración británica en la India) recreó los títulos de jan y jan bahadur (más importante que el anterior) para uso de distintos tipos de nobles, particularmente si se distinguían por su lealtad a la corona.
En Persia, Khan era el título nobiliario más importante y generalmente era utilizado después del nombre. En la corte de Qajar era para aquellos que no pertenecen a la dinastía. En la República de Turquía, el término Khan todavía es escrito como Hanım en turco.

## Khan como apellido
Hoy en día, el título kan se ha convertido en apellido o sobrenombre en varios lugares. Como sobrenombre, es frecuente su uso entre los pastunes, pueblo que habita zonas de Afganistán, Pakistán y la India, hasta el punto de que casi puede considerarse un sinónimo de "pastún". En la misma zona (el subcontinente indio) es también un apellido frecuente, a menudo de familias descendientes de personas que llevaron el título en la época del Raj.
Véase la película Mi nombre es Khan (2010), en la que el personaje Rizwan Khan tiene problemas por tener apellido musulmán en Estados Unidos después de los atentados del 11S.
Por otra parte, el apellido Kahn (por ejemplo, el del exfutbolista alemán Oliver Kahn) no tiene relación etimológica con kan, sino que es la versión germanizada del apellido judío Cohen.